# Lenhovda kyrka
Lenhovda kyrka är en kyrkobyggnad som tillhör Lenhovda-Herråkra församling i Växjö stift. Kyrkan ligger i samhället Lenhovda i Uppvidinge kommun.

## Kyrkobyggnaden
Föregående kyrka uppfördes på medeltiden och låg en bit väster om nuvarande kyrkplats. Kyrkan revs men gamla kyrkogården behölls som begravningsplats.
Nuvarande stenkyrka i nyklassicistisk stil uppfördes 1839-1843 efter ritningar av Carl-Gustaf Blom-Carlsson. Kyrkan togs i bruk 1843 och invigdes 1846 av biskop Christopher Isac Heurlin.
Kyrkan består av rektangulärt långhus med kor i öster och torn i väster. Öster om koret finns en utbyggd halvrund sakristia. Ingång finns vid tornets västra sida. Ytterligare ingångar finns på långhusets norra och södra sidor. Ytterväggarna är spritputsade och målade i gulgrått. Taket är belagt med kopparplåt. Tornet kröns med en fyrkantig lanternin av trä som är målad i gult och vitt.

## Inventarier
- Dopfunten av röd öländsk kalksten skänktes till kyrkan 1658. Tillhörande dopfat av mässing är ett tyskt arbete från 1500-talet.
- Triumfkrucifixet dateras omkring år 1200.
- Altaruppsatsen är tillverkad 1748 av Peter Segervall  och fanns i den gamla kyrkan.
- Stora kyrkklockan är från medeltiden.
- Predikstol med ljudtak efter ritningar av Blom-Carlsson
- Golvur
- Sluten bänkinredning
- Orgelläktare efter ritning av Blom-Carlsson

## Orglar
- 1849 bygger Johannes Magnusson, Lemnhult en orgel med 17 stämmor. Fasaden är byggd är 1849 av Carl Gustaf Blom Carlsson.
- 1926 bygger Olof Hammarberg, Göteborg en orgel med 18 stämmor.
- Orgeln är byggd 1964 av Olof Hammarberg, Göteborg. Orgeln är mekanisk och fasaden är från 1849 års orgel.

| Huvudverk I   | Svällverk II        | Pedal         | Koppel |
| Principal 8´  | Rörflöjt 8´         | Subbas 16´    | I/P    |
| Gedakt 8´     | Gedakt 4´           | Principal 8´  | II/P   |
| Oktava 4´     | Principal 2´        | Flöjt 4´      | II/I   |
| Spetsflöjt 4´ | Gemshorn'           | Kvintadena 2´ |        |
| Kvinta 2 2/3' | Sesquialtera 2 chor | Fagott 16'    |        |
| Oktava 2'     | Scharf 2 chor       | Trumpet 4'    |        |
| Mixtur 4 chor | Tremulant           |               |        |
| Dulcian 8'    | Crescendosvällare   |               |        |
| Tremulant     |                     |               |        |

- En kororgel är byggd 1983 av Walter Thür Orgelbyggen. Orgeln är mekanisk.

| Manual        | Pedal      | Koppel  |  |
| Gedackt 8’    | Subbas 16’ | Man/Ped |  |
| Principal 4’  |            |         |  |
| Hålflöjt 4’   |            |         |  |
| Waldflöjt 2’  |            |         |  |
| Mixtur 2 chor |            |         |  |
| Tremulant     |            |         |  |

## Galleri

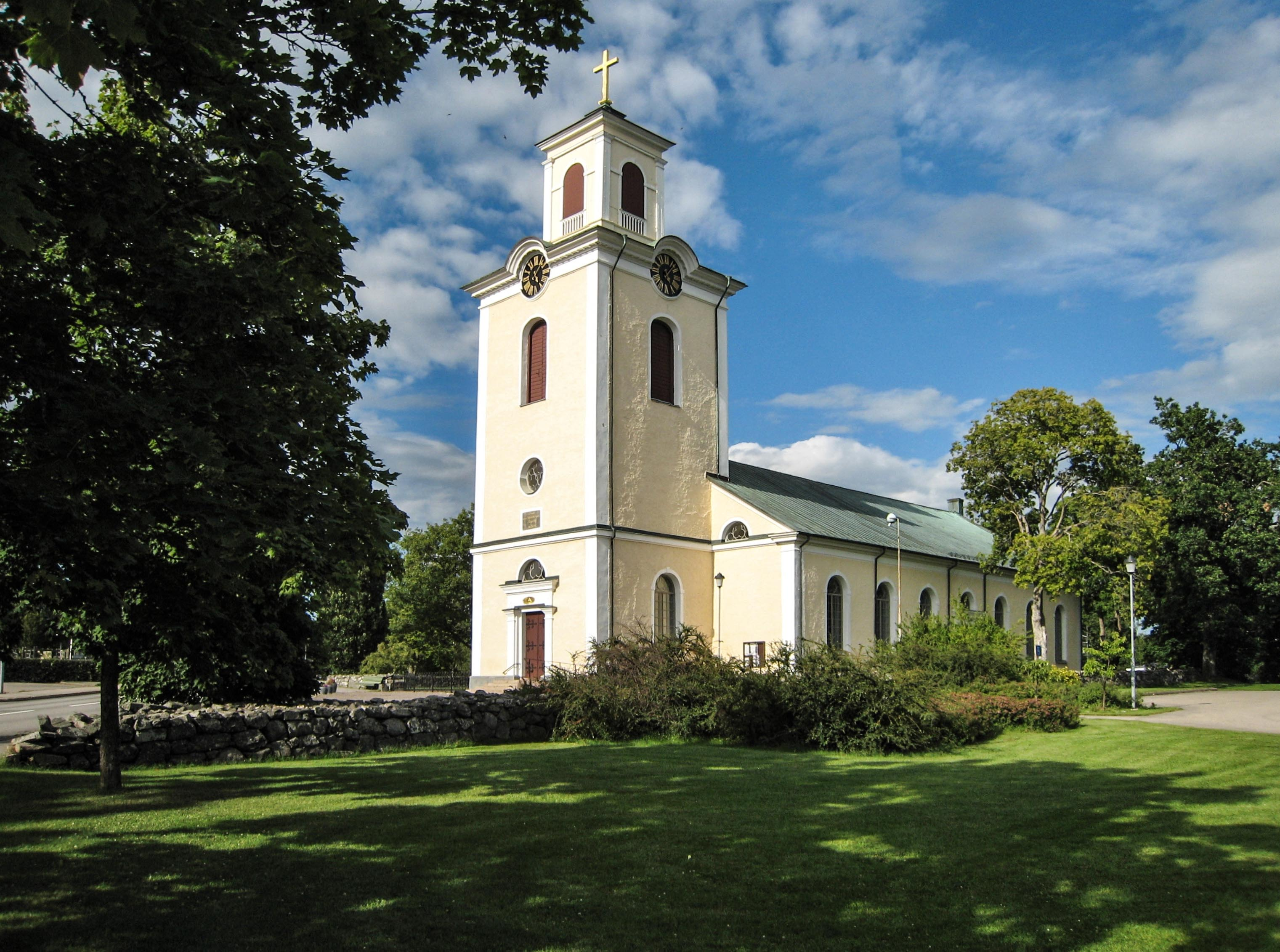
Kyrkan från sydväst
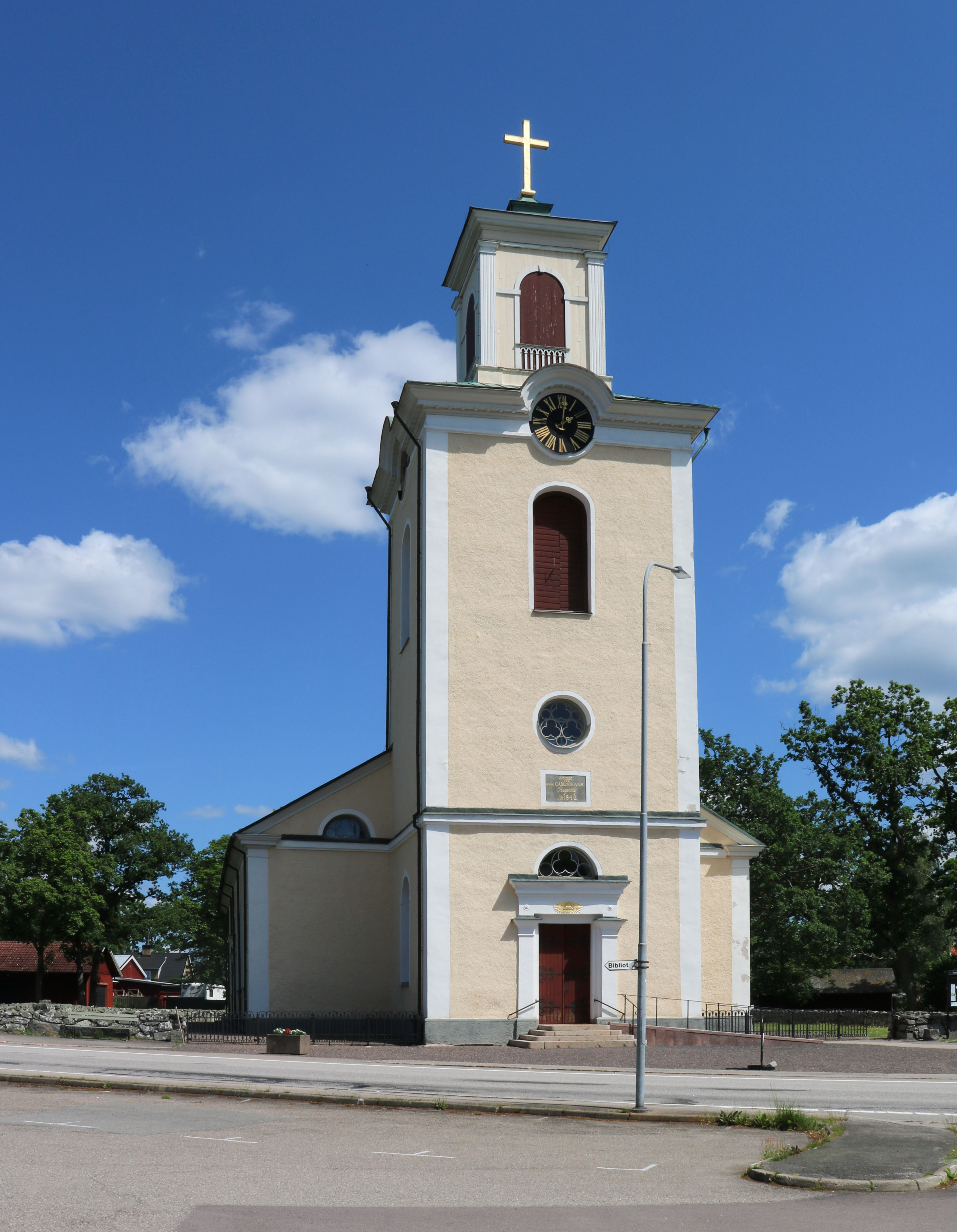
Kyrkans exteriör från väster
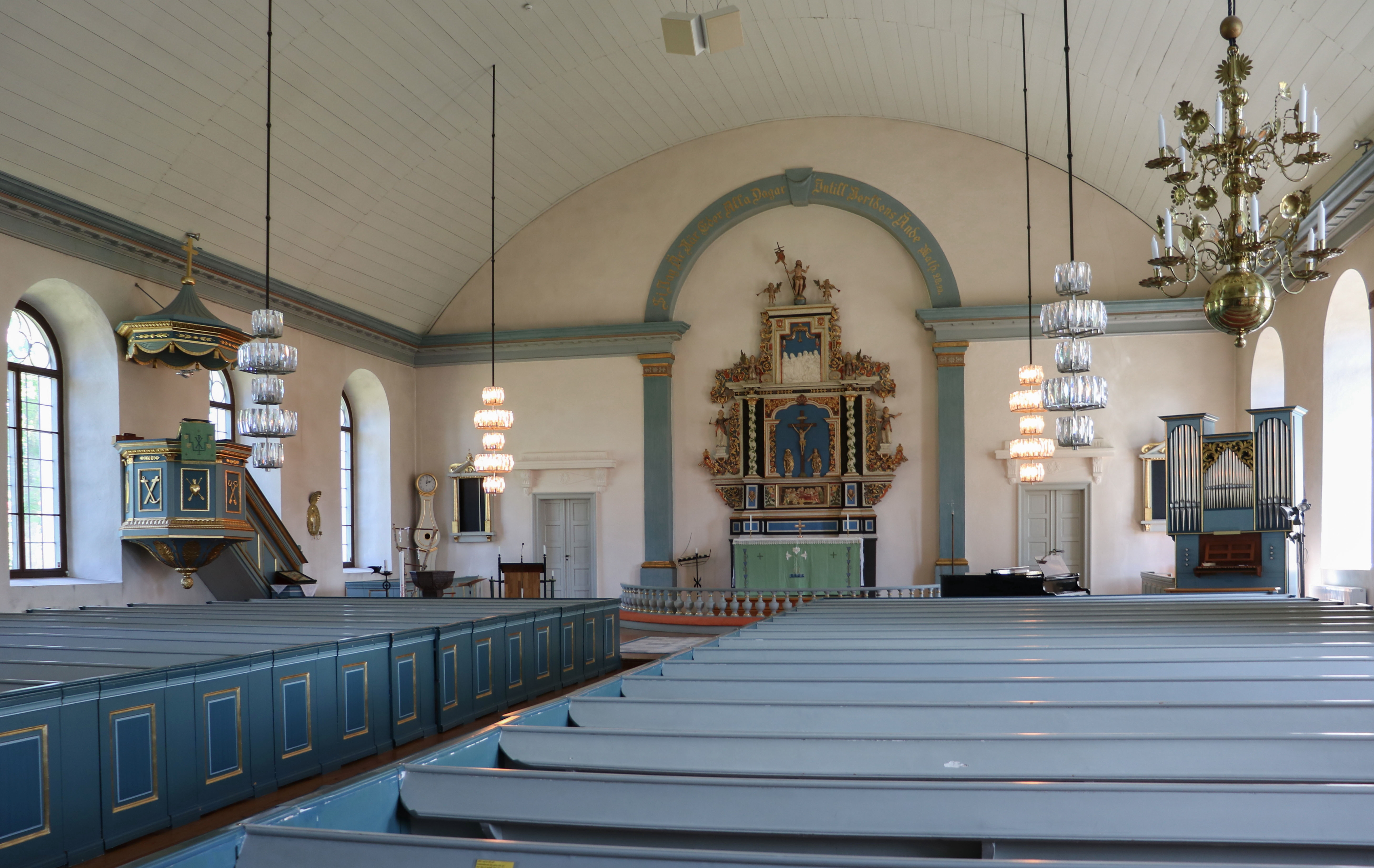
Kyrkorummet mot öster
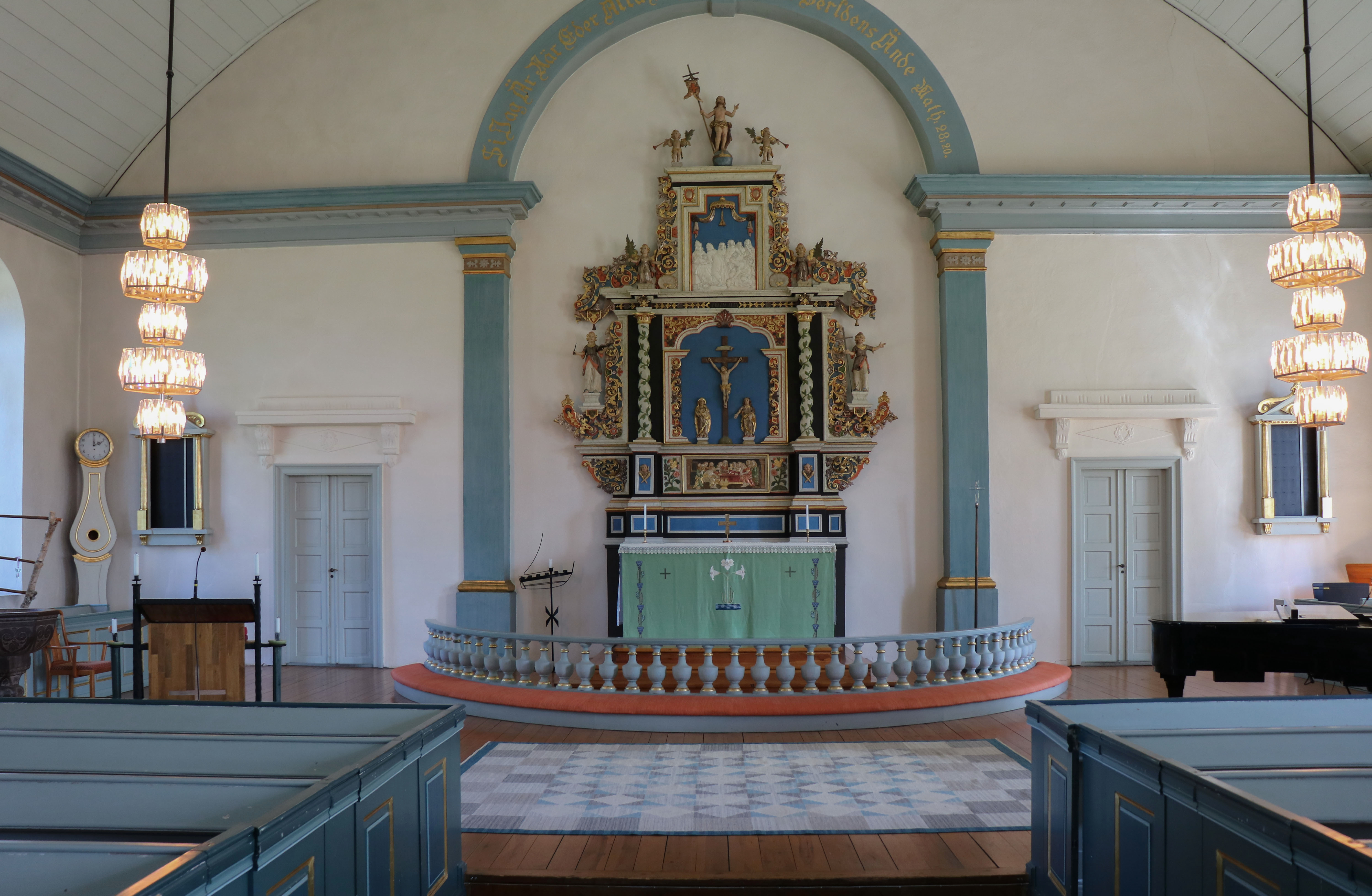
Koret
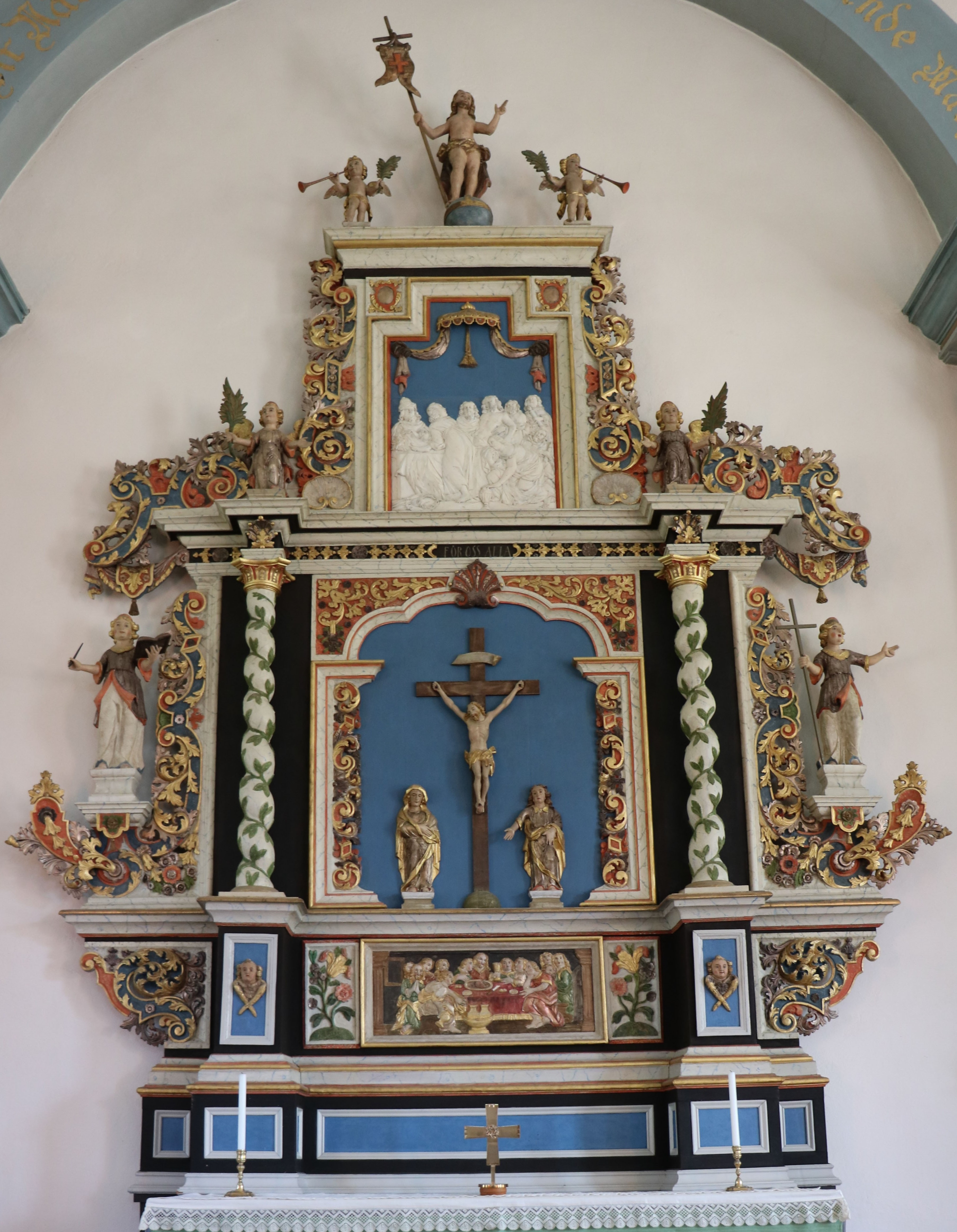
Peter Segervalls altaruppsats från 1748
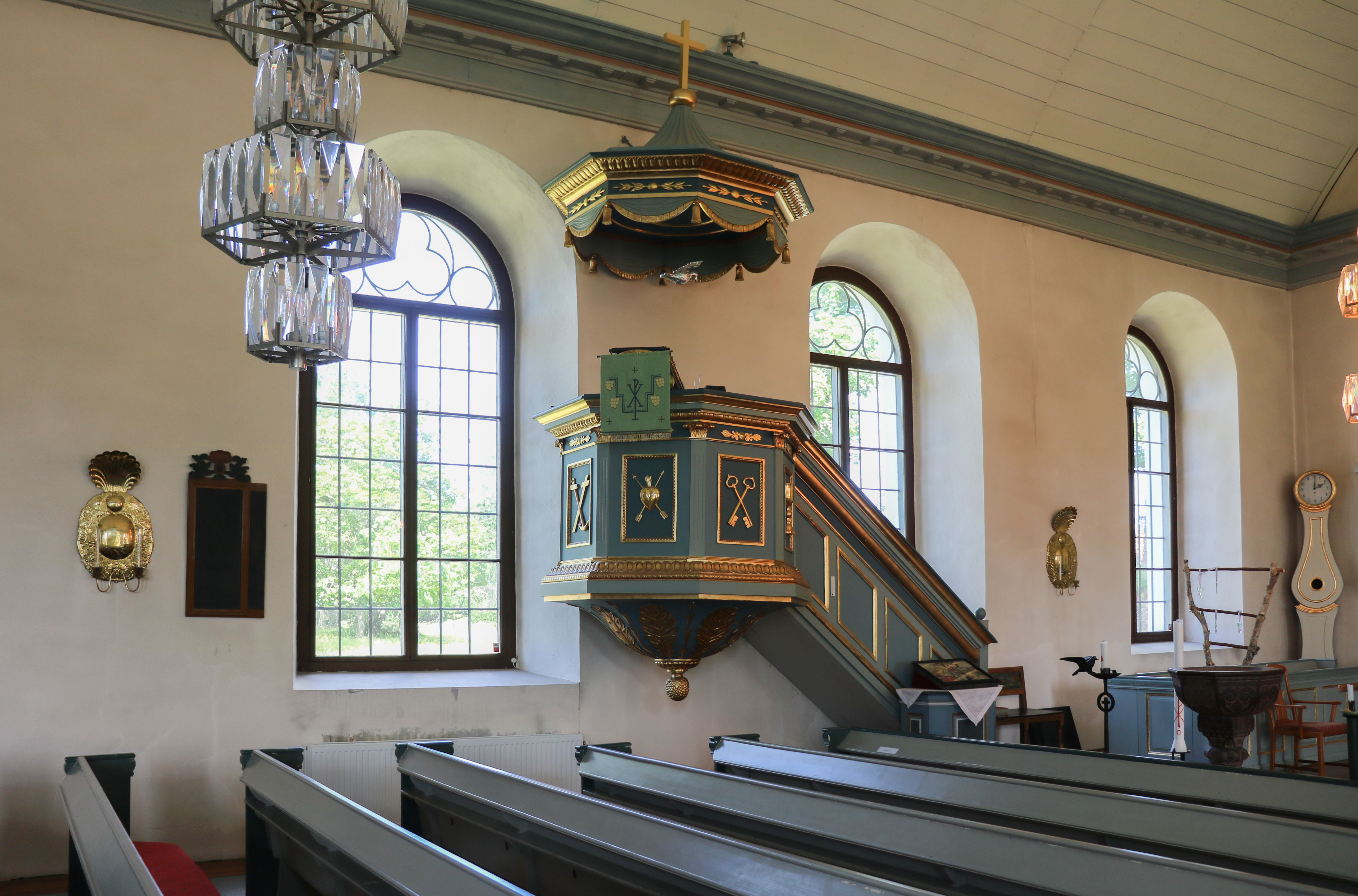
Interiör mot nordöst med predikstolen
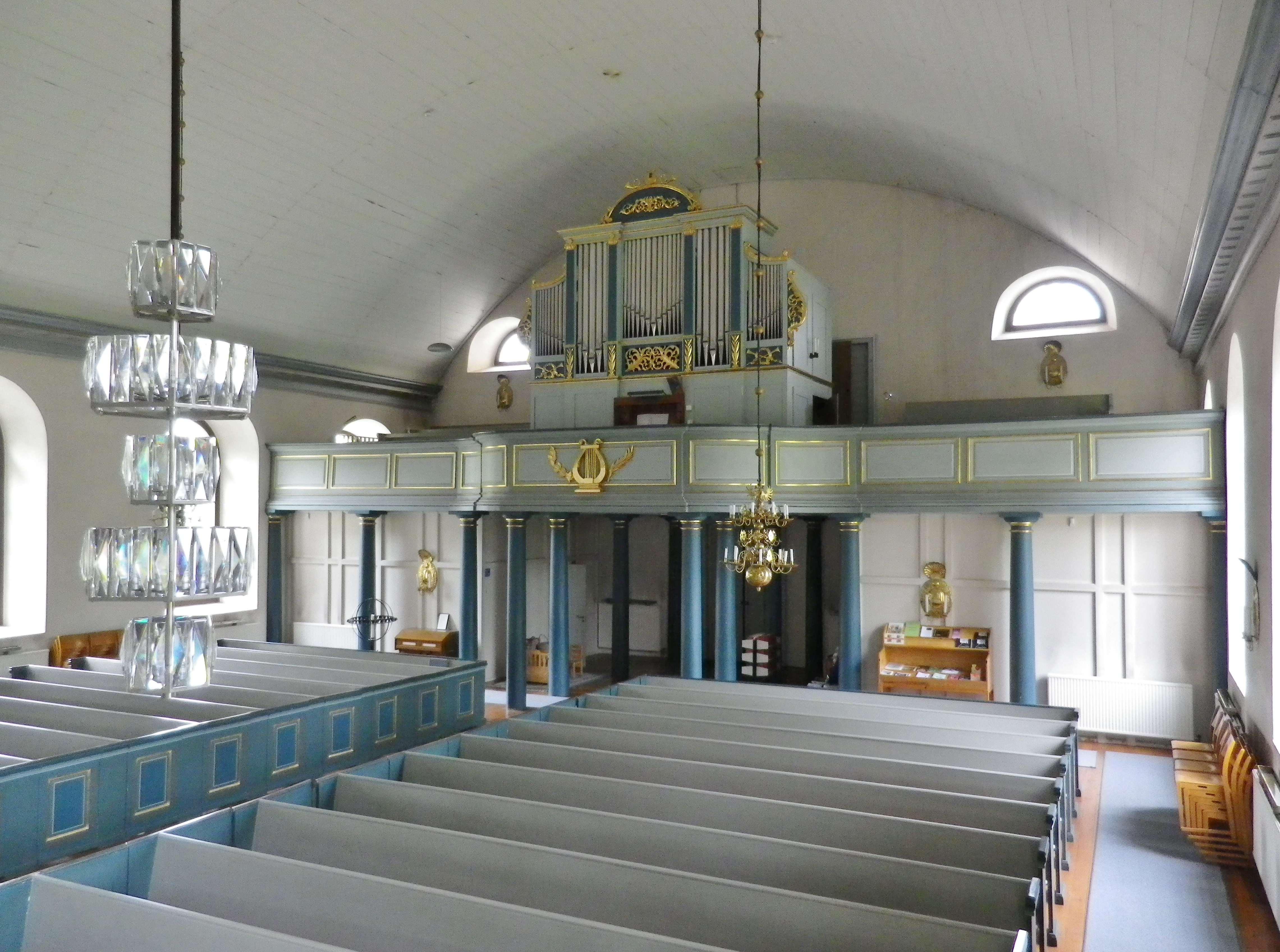
Kyrkorummet mot väster
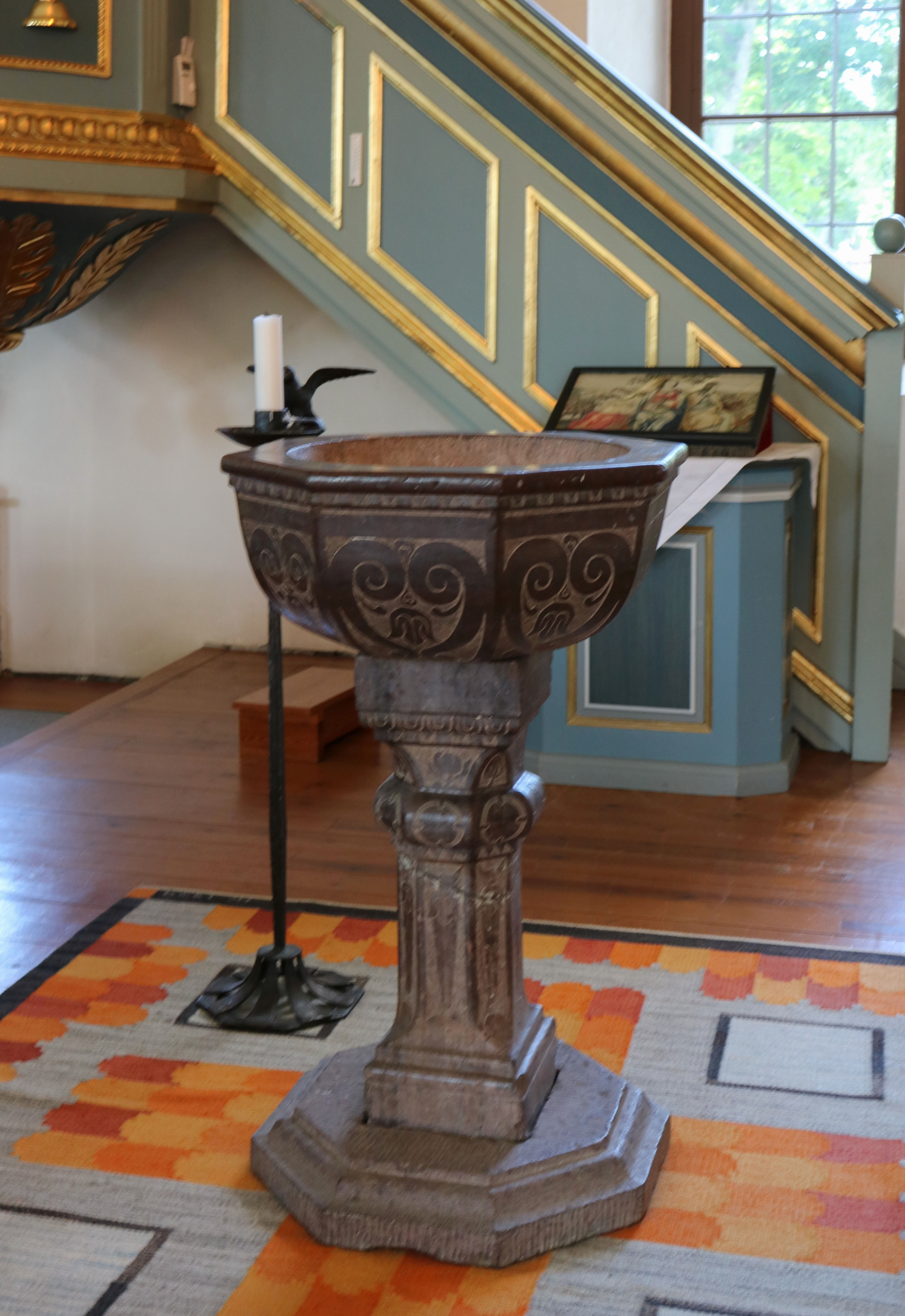
Dopfunten
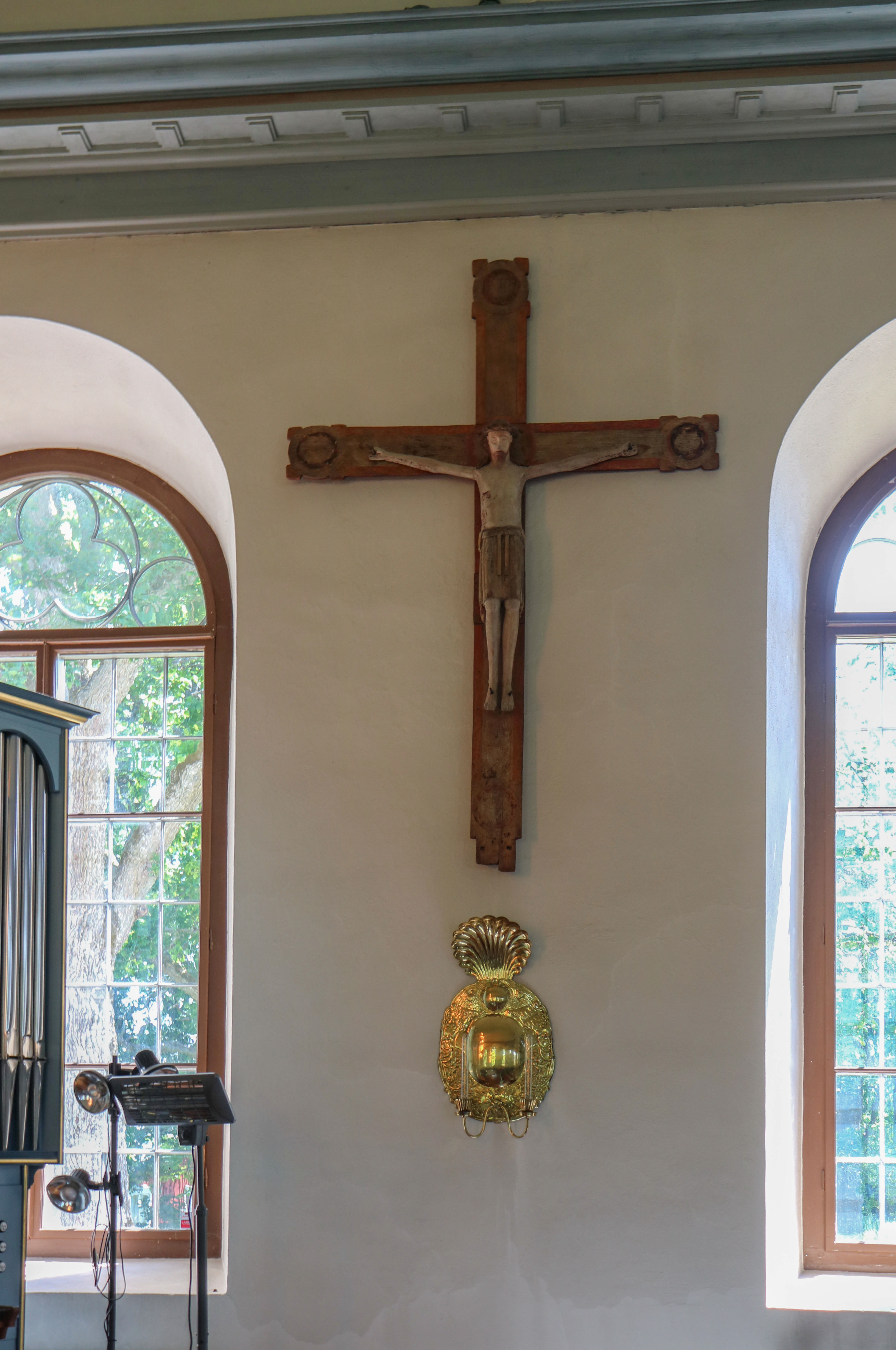
Triumfkrucifix 1200-tal
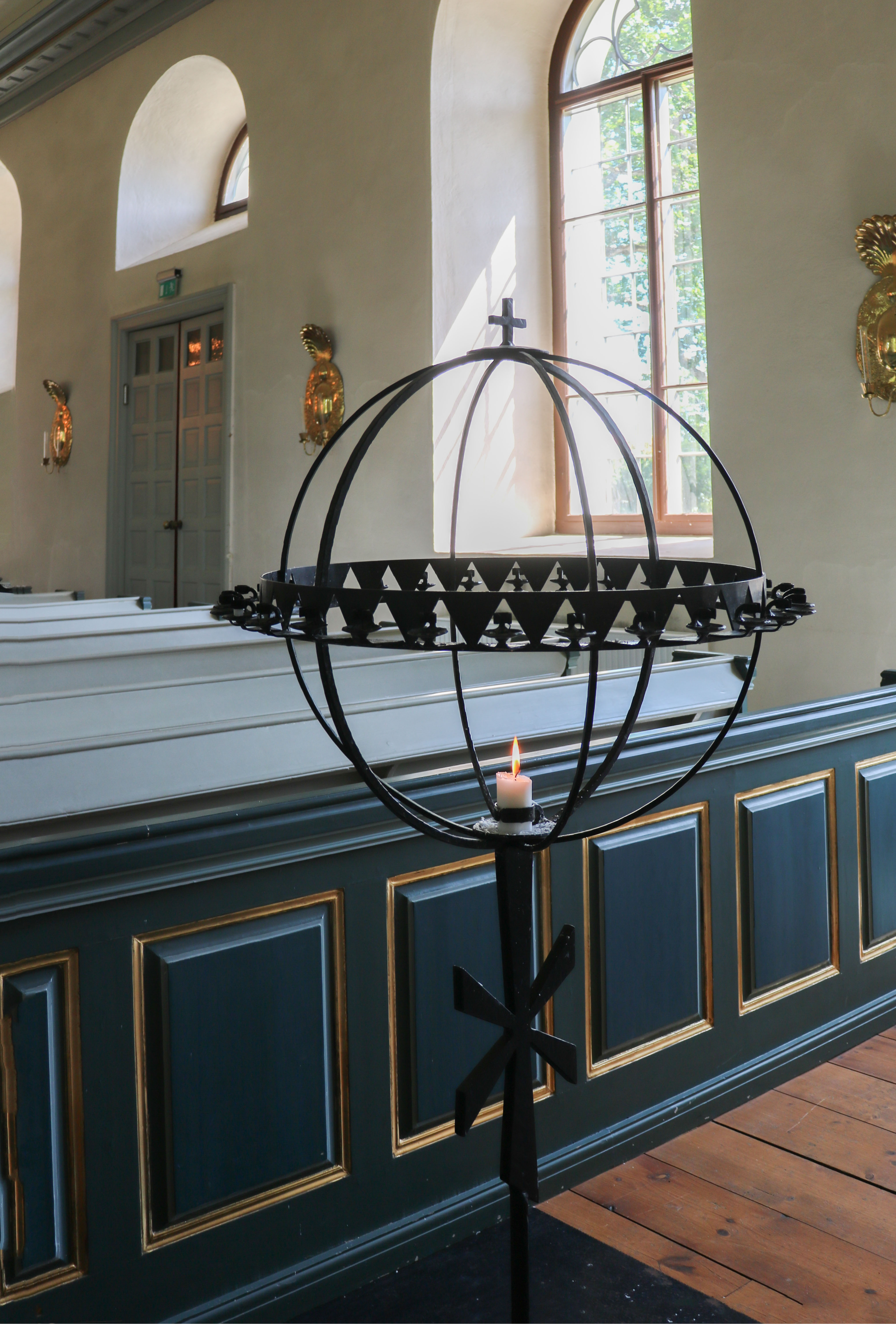
Ljusbärare
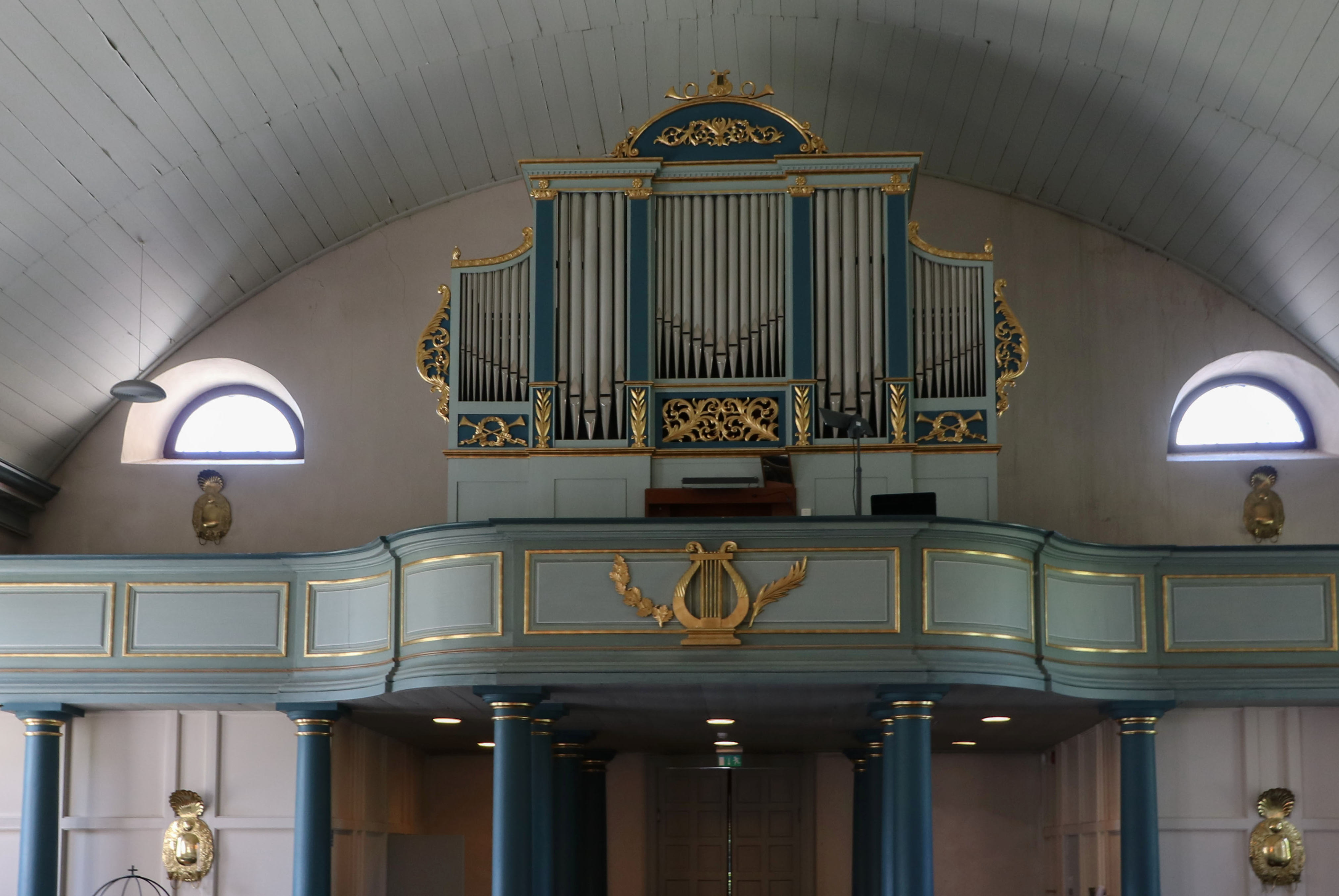
Läktarorgeln med C G Blom Carlssons fasad
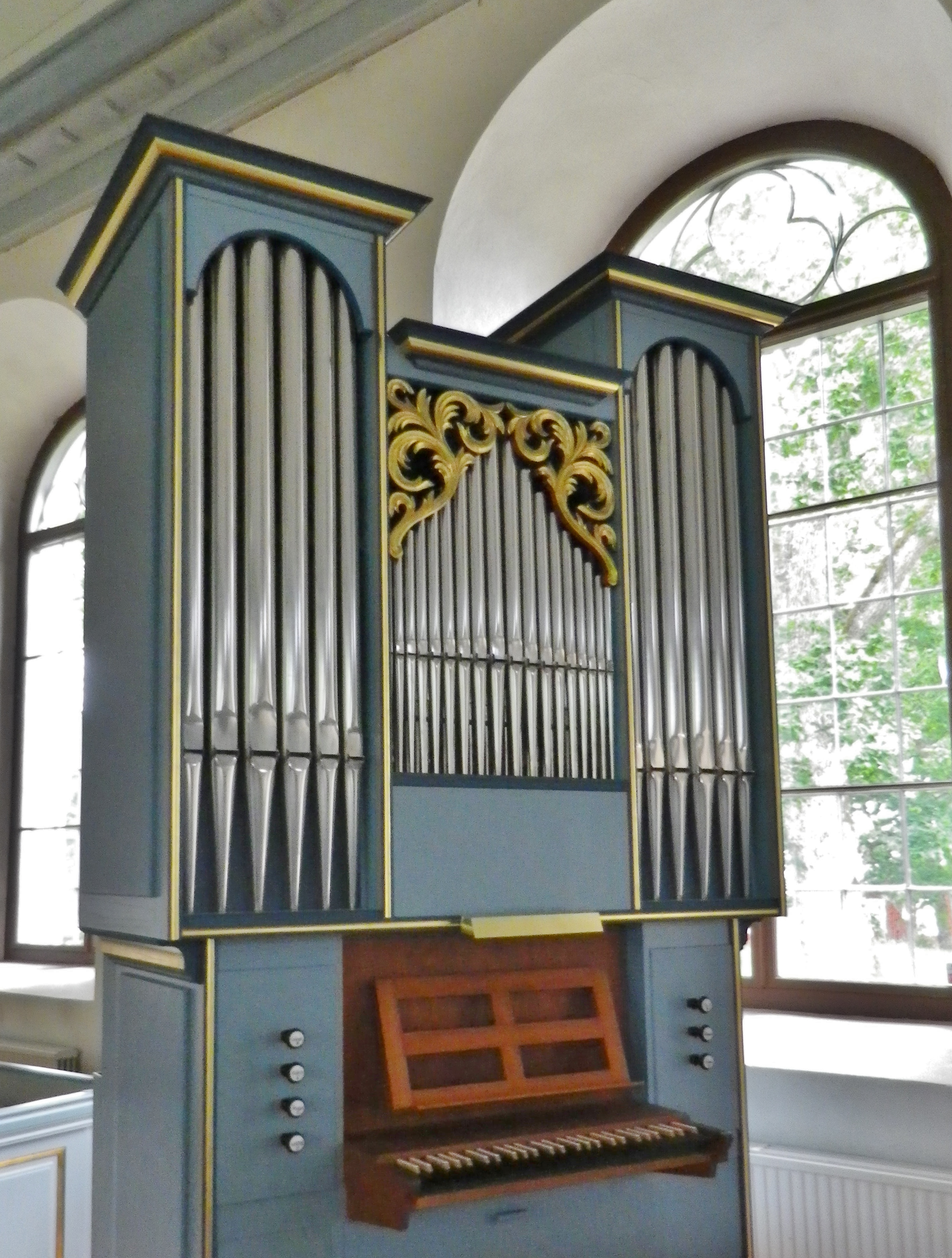
Kororgeln

### Webbkällor
- anläggningspresentation
- byggnadspresentation
- Länsstyrelsen i Kronobergs län